# Modus (zespół muzyczny)
Modus – słowacki zespół rockowy, założony w 1967 roku. Nazwy Modus zaczął używać w 1968 roku.
W formacji tej były czynne wybitne osobistości słowackiej muzyki, m.in. Miroslav Žbirka, Ján Lehotský i Marika Gombitová. 
Pierwotny skład zespołu tworzyli: Ján Baláž, Ľubomír Stankovský i Miroslav Žbirka. Później do formacji dołączył Ján Lehotský, który stanął na czele grupy.
Współcześnie w zespole występuje dwóch jego założycieli, Jan Baláž (gitara) i Ľubomír Stankovský (perkusja), których dopełniają Juraj Zaujec (wokal), Pavol Bartovic (klawisze) i Juraj Varga.

## Dyskografia
- 1979: Modus
- 1980: Modus
- 1980: Balíček snov
- 1981: 99 zápaliek
- 1983: Záhradná kaviareň
- 1984: Najlepšie dievčatá
- 1985: Každý niečo hrá
- 1986: Vlaky s rokmi
- 1987: Zrkadlo rokov
- 1988: Keď sa raz oči dohodnú
- 1995: Best of / volume 1
- 1998: Best of / volume 2
- 1998: Komplet 1 / úsmev
- 1998: Komplet 2 / modus
- 1999: Komplet 3 / balíček snov
- 2001: Komplet 4 / 99 zápaliek
- 2002: Láv sa píše love
- 2003: Balíček tónov